# Clannad (Anime)
Clannad (jap. CLANNAD -クラナド-, Clannad – Kuranado) ist eine auf dem ersten Handlungsabschnitt des gleichnamigen Ren’ai-Adventure Clannad aufbauende Anime-Fernsehserie. Produziert wurde die 23 Folgen umfassende Serie vom japanischen Studio Kyōto Animation unter der Regie von Tatsuya Ishihara. Erstmals wurde sie beginnend ab dem 4. Oktober 2007 im japanischen Fernsehen gezeigt und später um eine zusätzliche Folge ergänzt, die als OVA veröffentlicht wurde. Eine Fortsetzung fand sie in der Serie Clannad After Story, deren Handlung den zweiten Handlungsabschnitt des Spiels wiedergab.

## Handlung
→ Siehe Hauptartikel: Clannad – Das Abschlussjahr
Die Handlung ist weitgehend mit der des Computerspiels vergleichbar, wobei jedoch nicht alle Handlungsstränge des Spiels erfasst wurden, bzw. teilweise nur angeschnitten wurden, um eine zusammenhängende Geschichte erzählen zu können. Im Mittelpunkt der Handlung stehen der Schüler Tomoya Okazaki und dessen Erlebnisse innerhalb seines Abschlussjahres an der Oberschule. Dabei kommt er insbesondere mit fünf weiblichen Charakteren und seinem Schulfreund Yōhei näher in Berührung und erlebt verschiedene Abenteuer, die sich insbesondere mit der Vergangenheit der Mädchen und deren familiärer Situation auseinandersetzen.

## Entstehung und Veröffentlichungen
Am 15. März 2007 kündigte BS-i die Anime-Serie Clannad mit Hilfe einer 32 Sekunden langen Vorschau, am Ende der letzten Folge der zweiten Anime-Serie von Kanon, an.
Clannad wurde von Kyōto Animation produziert, und Tatsuya Ishihara war als Regisseur zuständig. Er arbeitete bereits an vorherigen Adaptionen, der japanischen Adventure von Key, mit. Der Anime orientiert sich stark am optischen Vorbild des Computerspiels. So wurden unter anderem auch die gleichen Szenenüberblendungen verwendet. Aber auch andere Elemente oder Anspielungen, auf frühere Produktionen, sind in bestimmten Szenen wiederzufinden.
Vom 5. Oktober 2007 bis 28. März 2008 nach Mitternacht (und damit am vorigen Fernsehtag) wurde die 24 Folgen umfassende Serie auf TBS ausgestrahlt. Die Haupthandlung endete bereits mit der 22. Folge. Dennoch setzte die 23. Folge die Handlung geschlossen fort und liegt zeitlich zwischen der 22. Folge und der angekündigten Fortsetzung. Am 27. März 2008 berichteten verschiedene Quellen über eine noch nicht offizielle Ankündigung eines Nachfolgers der ersten Staffel, die mit der Mai-Ausgabe des Dengeki G's Magazine veröffentlicht werden sollte. Ein 15 Sekunden langer Trailer am Ende der vorerst letzten Clannad-Folge bestätigte die Produktion von Clannad After Story.
Außerhalb Japans wurde die Serie von Sentai Filmworks für den englischsprachigen Markt lizenziert und zuerst durch ADV Films lokalisiert und vertrieben, die die Serie auf zwei DVDs am 3. März und 5. Mai 2009 mit englischen Untertiteln veröffentlichten. Als ADV Films das Geschäft auf- und an Section23 Films abgab, produzierten diese eine englische Synchronfassung die am 15. Juni 2010 auf DVD erschien. Diese Fassung wurde zuvor ab 25. März auf dem Sender The Anime Network ausgestrahlt. Siren Visual lizenzierte die Serie auf Englisch für DVD-Region 4, d. h. Australien und Neuseeland.
Die 24. Folge Tomoyo-hen wurde nicht im Fernsehen gezeigt, aber am 16. Juli 2008 als OVA zusammen mit der achten DVD veröffentlicht. Sie enthält ein alternatives Ende der ersten Serie, in dem Tomoya und Tomoyo einander näherkommen, obwohl er als Delinquent ihrer Karriere nur im Wege stehen würde. Trotz dieser schweren Zeit im Abschlussjahr finden die beiden zueinander und die Handlung stoppt genau an dem Punkt, wo sie mit Tomoyo After – It’s a Wonderful Life fortgesetzt wird.
In Taiwan erschien die Serie bei Proware Multimedia International und wurde dort ab dem 27. Juni 2008 veröffentlicht. Zudem wurde die Serie auf dem philippinischen Sender TV5 auf Tagalog synchronisiert gezeigt.
Am 30. April 2010 wurde die Serie in Japan auf Blu-ray in einer Box mit englischen Untertiteln veröffentlicht. Trotz des hohen Preises von 62.580 ¥ (damals knapp 500 €) verkauften sich in der ersten Woche 38.000 Exemplare und sie spielte 280 Mio. Yen (2,3 Mio. €) ein, was einem Anteil von etwa ¼ des Blu-Ray-Gesamtumsatzes jener Woche von 1 Mrd. Yen entspricht. Nach anderen Quellen stieg sie damit auf Platz 3 der japanischen Blu-ray-Verkaufscharts ein.
Am 4. September 2014 gab der deutsche Publisher FilmConfect die geplante Veröffentlichung der Serie einschließlich der Bonusfolge Tomoyo-hen für Deutschland, Österreich und die Schweiz ab dem 28. November 2014 auf 4 DVD/Blu-rays bekannt. Am 30. Oktober 2015 folgte eine Gesamtausgabe der Serie samt Tomoyo-hen auf DVD und Blu-ray.

## Synchronisation
Für die deutsche Synchronisation ist die Firma TNT Media verantwortlich. Das deutsche Skript schreibt Reinhard Knapp, der auch die Synchronregie führt. Am 5. Januar 2014 kündigte FilmConfect an, dass Tanya Kahana in Vol. 2 aufgrund eines längeren Auslandsaufenthaltes durch Marie-Luise Schramm ersetzt wird.
| Rolle           | Japanischer Sprecher (Seiyū) | Deutsche Sprecher                |
| --------------- | ---------------------------- | -------------------------------- |
| Tomoya Okazaki  | Yūichi Nakamura              | Amadeus Strobl                   |
| Nagisa Furukawa | Mai Nakahara                 | Shanti Chakraborty               |
| Kyō Fujibayashi | Ryō Hirohashi                | Tanya Kahana (Folgen 1–6)        |
| Kyō Fujibayashi | Ryō Hirohashi                | Marie-Luise Schramm (ab Folge 8) |
| Ryō Fujibayashi | Akemi Kanda                  | Melinda Rachfahl                 |
| Kotomi Ichinose | Mamiko Noto                  | Inken Baxmeier                   |
| Tomoyo Sakagami | Hōko Kuwashima               | Luisa Wietzorek                  |
| Fūko Ibuki      | Ai Nonaka                    | Kathrin Neusser                  |
| Yōhei Sunohara  | Daisuke Sakaguchi            | Dirk Petrick                     |
| Akio Furukawa   | Ryōtarō Okiayu               | Jan-David Rönfeldt               |

In weiteren Rollen sind unter anderem Melanie Isakowitz, Anita Hopt, Soraya Richter, Friedel Morgenstern und Victoria Frenz zu hören.

## Musik
Die Titelmusik Mag Mell – cockool mix 2007 stammt von eufonius. Es ist ein Remix des Titels Mag Mell – cockkool mix der bereits auf der dritten CD des Original Soundtracks veröffentlicht wurde. Der Titel auf der CD selbst ist bereits ein Remix der Titelmusik des Spieles, Mag Mell (メグメル, Megu Meru). Für den Abspann wurde eine Kurzform des Titels Dango Daikazoku (だんご大家族) gesungen von Chata verwendet. Die Melodie wurde dabei aus Chiisana Te no Hira (小さなてのひら), dem Ende des letzten Abschnitts des Spieles, übernommen.